# Kawasaki Automatic Compression Release
KACR staat voor: Kawasaki Automatic Compression Release. 
Dit is een automatische kleppenlichter van het motorfietsmerk Kawasaki.
Dit systeem werd voor het eerst gebruikt op de KLR 600 (1985).